# Radicsevo
Radicsevo (macedónul: Радичево) település Észak-Macedóniában, a Délkeleti körzetben, a Vaszilevói járásban.

## Népesség
| Lakosok száma | 411  | 483  | 407  | 543  | 571  | 592  | 582  | 590  | 386  |
|               | 1948 | 1953 | 1961 | 1971 | 1981 | 1991 | 1994 | 2002 | 2021 |

- 2002-ben 590 lakosa volt, akik közül 575 macedón, 12 török, 1 vlach és 2 egyéb.